# Gruppo degli Otto
Die Gruppo degli Otto („die Gruppe der Acht“) war eine italienische Künstlergruppe. Die Gruppe nannte sich bisweilen auch: „Otto pittori italiani“ („Acht italienische Maler“), oder „Gruppo degli otto Pittori Italiani“.
Zur Gruppe gehörten acht italienische Maler. Die Gruppe wurde im Jahr 1952 als künstlerischer Gegenpol zum Neorealismus in der Malerei gegründet, nachdem sich die Bewegung „Fronte Nuovo delle Arti“ aufgelöst hatte.
Sechs der früheren Mitglieder der „Fronte Nuovo delle Arti“ : Renato Birolli, Antonio Corpora, Ennio Morlotti, Emilio Vedova, Giuseppe Santomaso und Giulio Turcato, sowie zwei weitere Maler: Afro Basaldella und Mattia Moreni gründeten die „Gruppo degli Otto“ im Jahr 1952 in Rom.
Die Gruppe stellte auf der Biennale von Venedig im Jahr 1952 erstmals gemeinsam aus.
Die Künstler der „Gruppo degli Otto“ waren auch auf der documenta 1 1955 und im Jahr 1959 auf der documenta 2 in Kassel vertreten. Einige stellten auch auf der documenta III (1964) aus. (Giulio Turcato war nur auf der d2 vertreten).
Die Künstlergruppe wurde von dem Kunsthistoriker Lionello Venturi (1885–1961) koordiniert. Dieser beschreibt den Stil der Gruppe als „abstrakt-konkret“. Der Stil der Künstler begründete sich in der Tradition aus einer Zeit um 1910 und beinhaltete Kubismus, Expressionismus und Abstraktion. Geometrische und post-kubistische Formen dominierten die Malerei der Gruppe.
In den 1950er Jahren wurden die Werke  Birollis, Corporas and Morlottis mehr vom Informel und Tachismus beeinflusst.
Die Maler Santomaso und Vedova wurden eher von Hans Hartung und Wols inspiriert.
Afro Basaldellas Kunst spielte eine Sonderrolle mit ihrer Ausdrucksform der Lyrischen Abstraktion.